# Кшива-Весь (Великопольське воєводство)
Кшива-Весь (пол. Krzywa Wieś) — село в Польщі, у гміні Злотув Злотовського повіту Великопольського воєводства.
Населення — 232 особи (2011).
У 1975-1998 роках село належало до Пільського воєводства.

## Демографія
Демографічна структура станом на 31 березня 2011 року:
|          | Загалом | Допрацездатний вік | Працездатний вік | Постпрацездатний вік |
| -------- | ------- | ------------------ | ---------------- | -------------------- |
| Чоловіки | 116     | 29                 | 78               | 9                    |
| Жінки    | 116     | 39                 | 64               | 13                   |
| Разом    | 232     | 68                 | 142              | 22                   |